# Telegeusidae
Telegeusidae är en familj av skalbaggar. Telegeusidae ingår i överfamiljen Elateroidea, ordningen skalbaggar, klassen egentliga insekter, fylumet leddjur och riket djur. Enligt Catalogue of Life omfattar familjen Telegeusidae 8 arter. 
Kladogram enligt Catalogue of Life:
| Telegeusidae | \| \| Pseudotelegeusis \| \| \| \| \| \| Telegeusis \| \| \| \| |
|              | \| \| Pseudotelegeusis \| \| \| \| \| \| Telegeusis \| \| \| \| |
|              | Artematopodidae                                                 |
|              |                                                                 |
|              | Brachypsectridae                                                |
|              |                                                                 |
|              | flugbaggar                                                      |
|              |                                                                 |
|              | Cerophytidae                                                    |
|              |                                                                 |
|              | knäppare                                                        |
|              |                                                                 |
|              | halvknäppare                                                    |
|              |                                                                 |
|              | lysmaskar                                                       |
|              |                                                                 |
|              | rödvingebaggar                                                  |
|              |                                                                 |
|              | Omethidae                                                       |
|              |                                                                 |
|              | Phengodidae                                                     |
|              |                                                                 |
|              | Rhagophthalmidae                                                |
|              |                                                                 |
|              | småknäppare                                                     |
|              |                                                                 |
|              | Pseudotelegeusis                                                |
|              |                                                                 |
|              | Telegeusis                                                      |
|              |                                                                 |

|  | Pseudotelegeusis |
|  |                  |
|  | Telegeusis       |
|  |                  |